# Рум'янцев Олександр Іванович
Рум'янцев Олександр Іванович (1680 — 15 березня 1749)  — граф, генерал-аншеф, головний командир Малоросійського тимчасового Правління гетьманського уряду (з 27 листопада по 30 грудня 1736 року та з 6 березня 1738 по 2 березня 1740 року), виконувач обов'язків Київського губернатора (1737—1738 рр.), Астраханський губернатор (28 липня — 16 жовтня р.), Казанський губернатор (жовтень 1735 — листопад 1736 р.).

## Справа Полуботка
В 1703 році почав військову службу в Преображенському полку. Після того як його помітив сам Петро I, став його ординарцем. Виконував його дипломатичні доручення. Як наближений до монарха, супроводжував російського царя в 1716 році за кордон.
В 1723 році вперше побував у Глухові куди був направлений імператором Петром І, щоб з'ясувати настрій в Малоросії та вирішити справи полковника і наказного гетьмана Павла Леонтійовича Полуботка.
В 1735 році починається час губернаторства. Спочатку, О.Рум'янцев, у 1735 році (з 27 липня по 16 жовтня) був астраханським, а потім в 1735—1736 роках — казанським губернатором.

## Глухівсько-Київський період
27 листопада 1736 року був призначений Головним командиром Правління гетьманського уряду у Глухові. Але спершу спробув на головній посаді Лівобережної України лише місяць (до 30 грудня 1736 р.)
Маючи з січня 1737 року звання генерал-аншефа, О.Рум'янцев рік, з жовтня 1737 по листопад 1738 рр., виконував обов'язки Київського губернатора.
Одночасно, 6 березня 1738 року був повернутий на попередню посаду у Глухові. Головним командиром Правління гетьманського уряду він працював до 2 березня 1740 року.
Потім знову О.Рум'янцев був на дипломатичній роботі. В 1740 р. він направлений посланий надзвичайним і повноважним послом до Константинополя.

## Родина
В 1720 році О.Рум'янцев одружився з 21-річною донькою графа Андрія Артамоновича Матвєєва — Марією.
У них народились четверо дітей: Катерина (1721—1786), що була одружена з генерал-поручиком Н. М. Леонтьєвим, а Дар'я (1723—1817) — з графом Ф. І. Вальдштейном, а потім за дійсним таємним радником князем Ю. М. Трубецкім.
Син Петро уславився посадою президента Малоросійської колегії і генерал-губернатора Лівобережної України.
Донька Парасковія (1729—1786) статс-дама виййшла заміж за генерал-аншефа Я. А. Брюса.